# 蔡美莉
蔡美莉（葡萄牙語：Fátima Choi, aliás Choi Mei Lei，1958年6月——），澳門出生，先後於香港及英國接受教育。前澳門特別行政區審計署審計長。
- 1985年於香港城市大學及香港中文大學擔任助教及助理研究員。
- 1988年加入當時澳葡政府的統計暨普查司工作，任高級技術員。
- 其後更晉陞為抽樣組組長、人口及社會統計廳廳長、副司長。
- 1997年11月晉陞為統計暨普查司司長。
- 1999年12月20日被澳門特區政府任命特區審計署審計長。
- 2009年，蔡美莉不再擔任審計署審計長，即獲澳門特別行政區政府經濟財政司司長委任為其辦公室之顧問。
- 2013年，該年5月，經濟財政司司長辦公室按蔡美莉的要求，批准其無薪假期，為期10年，蔡美莉在8月8日起終止其擔任顧問的定期委任。根據《論盡媒體》報導，她選擇以停薪留職的方式「提早退休」，到英國陪小兒子讀書，結束職業生涯退居家庭主婦[2]。